# Prisonniers de guerre italiens en Union soviétique

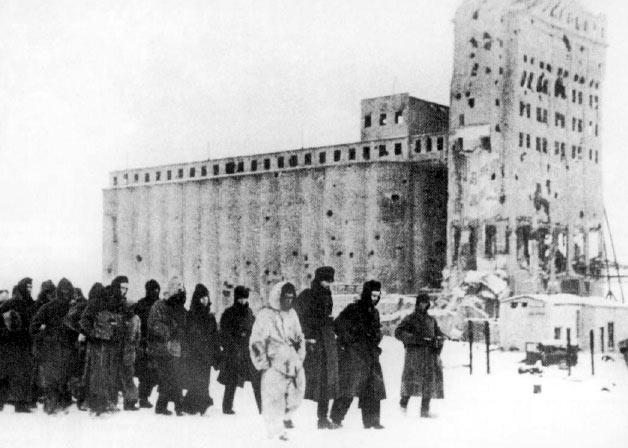
Prisonniers de guerre de l'Axe à Stalingrad.

Les prisonniers de guerre italiens en Union soviétique fait référence aux prisonniers de guerre italien de l’armée italienne en Russie et du corps expéditionnaire italien en Russie, et de leur sort dans l'Union soviétique de Joseph Staline pendant et après la Seconde Guerre mondiale.

## Caractéristiques
Plus de 60 000 prisonniers de guerre italiens furent capturés par l'Armée rouge pendant la Seconde Guerre mondiale. Presque tous furent capturés lors de l'offensive décisive soviétique « Opération petit Saturne » en décembre 1942 qui anéantit l'armée italienne en Russie (Armata Italiana in Russia (ARMIR) ).
À son apogée, l'ARMIR était forte d'environ 235 000 hommes, et opéra entre décembre 1942 et février 1943 en appui des forces allemandes engagées dans et autour de Stalingrad. Durant cette période, le chiffre total des soldats italiens disparus s’élevait à 84 830 . Selon les archives soviétiques, 54 400 prisonniers de guerre italiens atteignirent les camps de prisonniers soviétiques en vie; 44 315 prisonniers périrent en captivité dans les camps, la plupart d'entre eux durant l'hiver 1943.
Une liste des noms des soldats, en cyrillique, comprenant la date et le lieu de leur mort fut publiée par les autorités russes après 1989. 10 085 prisonniers furent rapatriés entre 1945 et 1954. Le sort de 30 430 soldats, qui sont morts au cours des combats et la retraite ou après leur capture, reste moins bien connu. On estime en gros que 20 000 hommes qui perdirent la vie en raison des combats et 10 000 hommes sont morts entre le moment où ils furent capturés et le moment où ils furent enregistrés dans les camps.
Les sources russes recensent le décès de 28 000 des 49 000 prisonniers de guerre italiens en Union soviétique de 1942 à 1954.

## Le chemin menant aux camps de prisonniers de guerre
Les voyages vers les camps de détention étaient longs de centaines de kilomètres et furent principalement effectués à pied. Ils furent nommés, par les survivants, les marches « Davai ». « Davai! » est une expression russe d’exhortation, qui dans ce contexte signifie « continuez à avancer! ». Les prisonniers étaient escortés par l'Armée rouge, et souvent, des partisans sans pitié pour ceux qui tombaient congelés ou épuisés . Le transfert se terminait en utilisant les trains de marchandises, où de nombreux prisonniers périrent de températures extrêmement froides et du manque de nourriture.

## Camps, traitement et causes des décès
Souzdal 160, Tambov, Oranki, Krinovoje, Mitchourinsk, situés dans l’est de la Russie européenne, furent les camps où la plupart des prisonniers de guerre italiens furent détenus, dans des conditions lamentables. D'autres furent seulement connus par leurs numéros, comme le camp 58/c et le camp 171 (Ministère italien de la Défense, 1996). Le typhus et les maladies liées à la famine étaient les principales causes de mortalité dans les camps. Des brutalités des troupes soviétiques et des partisans envers les prisonniers désarmés furent signalées, mais les survivants témoignèrent également d’épisodes de camaraderie entre soldats des deux nations opposées, en particulier sur la ligne de front et, de la compassion des civils russes.
Les prisonniers de guerre italiens en Union soviétique furent soumis à beaucoup de propagande. La propagande fut réalisée par des cadres communistes italiens qui avaient fui le fascisme en Italie pour l'Union soviétique, et connus en Italie comme les fuoriusciti, (personnes qui ont quitté la maison). Malgré les menaces et les promesses la plupart des prisonniers, en particulier s’ils ne s’étaient pas déjà compromis avec le fascisme, résistèrent à la propagande . Les conditions de détention s’améliorèrent grandement au printemps de 1943 en raison de l’intérêt porté par le gouvernement soviétique et d’une meilleure administration du camp, ce qui permit d’augmenter fortement l'approvisionnement alimentaire et le nombre de soldats survivants.

## Criminels de guerre
La plupart des survivants furent autorisés à retourner en Italie en 1945 et en 1946. Durant ces années, un groupe d'officiers italiens en détention fut accusé de crimes de guerre et condamné à de nombreuses années de travail forcé. Après la mort de Staline, les accusations s’avérèrent fausses et ils furent libérés en 1954.
Les Italiens en Union soviétique n’avaient pas agi comme des troupes d'occupation, les atrocités contre les partisans et les civils étaient donc peu probables. Les Soviétiques capturés par le corps expéditionnaire italien en Russie (Corpo di Spedizione Italiano en Russie, CSIR), qui opéra de 1941 à juin-juillet 1942, furent livrés aux Allemands et endurèrent un traitement cruel des Nazis. Après la création de l’ARMIR, les prisonniers soviétiques furent détenus dans des conditions raisonnables par les Italiens. Par exemple, les prisonniers de guerre russes étaient nourris avec des rations standard de l’armée italienne .

## Une tragédie oubliée
La question des prisonniers de guerre italiens en Union soviétique resta un sujet politique chaud dans l'après-guerre en Italie. Elle ne fut jamais sérieusement étudiée en raison de la réticence des autorités soviétiques à fournir des informations sur le sort des dizaines de milliers de soldats disparus. Leur situation fut instrumentalisée par les partis de centre-droit qui accusèrent l'Union soviétique de ne pas libérer ses prisonniers de guerre (manifeste de la Démocratie Chrétienne, 1948), et pour dénier la propagande anti-communiste de la gauche au cours des premières élections démocratiques en Italie (1948). Des informations impartiales sur l’importance de la tragédie et une reconstitution historique objective ne sont apparus seulement qu’après la chute de l'Union soviétique lorsque la plus grande partie de l'intérêt du public en Italie avait disparu.